# ورد رخو

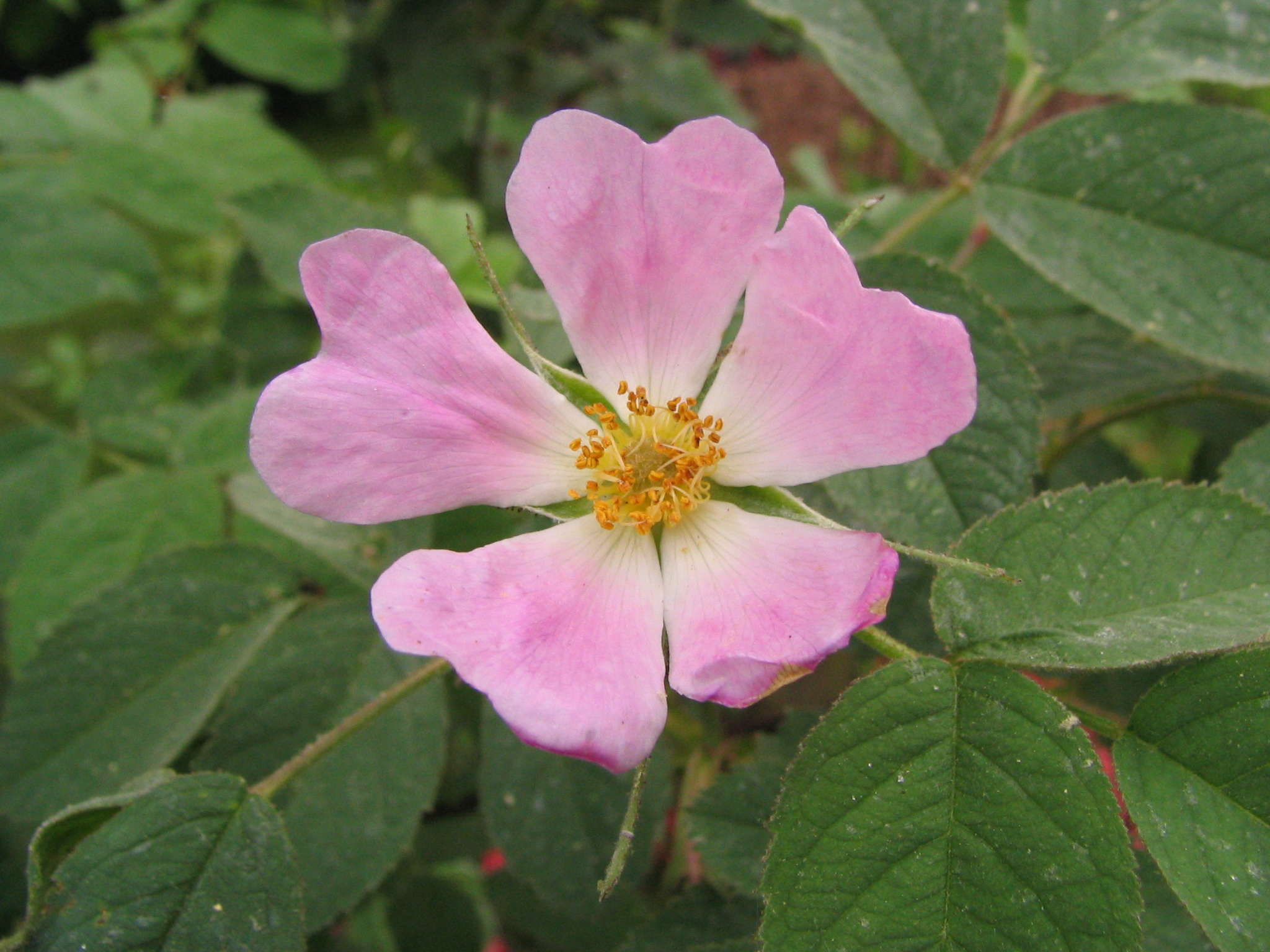

ورد رخو (الاسم العلمي:Rosa mollis) هو نوع من النباتات يتبع جنس الورد من الفصيلة الوردية.